# 2658 Gingerich
2658 Gingerich је астероид главног астероидног појаса са средњом удаљеношћу од Сунца која износи 3,076 астрономских јединица (АЈ).
Апсолутна магнитуда астероида је 12,4.